# Moronobea riparia
Moronobea riparia är en tvåhjärtbladig växtart som beskrevs av Jules Émile Planchon och Triana. Moronobea riparia ingår i släktet Moronobea och familjen Clusiaceae. Inga underarter finns listade i Catalogue of Life.